# Verbascum hajastanicum
Verbascum hajastanicum är en flenörtsväxtart som beskrevs av Eugen Iwanowitsch Bordzilowski. Verbascum hajastanicum ingår i släktet kungsljus, och familjen flenörtsväxter. Inga underarter finns listade i Catalogue of Life.